# Latridius malouinensis
Latridius malouinensis là một loài bọ cánh cứng trong họ Latridiidae. Loài này được Champion mô tả khoa học năm 1918.